# Canottaggio ai XVI Giochi del Mediterraneo
Le gare di canottaggio ai XVI Giochi del Mediterraneo si sono svolte presso il lago di Bomba, a circa 75 km da Pescara, dove è stata costruita una struttura per circa 1.000 spettatori. Il programma ha previsto l'assegnazione di dieci medaglie d'oro e competizioni sia in ambito maschile che femminile.
In un primo momento era stato ipotizzato lo spostamento delle competizioni di canoa/kayak e di canottaggio presso il lago di Piediluco in provincia di Terni in quanto le strutture a Bomba vennero reputate inadatte dal commissario straordinario Mario Pescante. La cosa è però rientrata per bocca dello stesso Pescante.
Per ciascuna prova e categoria ogni Paese può iscrivere una sola imbarcazione.

## Calendario
Le gare hanno seguito il seguente calendario:
| ● | Competizioni | ● | Finali |

| Giugno/Luglio |    |    |    |    |    |    |    |    |    |
| 26            | 27 | 28 | 29 | 30 | 01 | 02 | 03 | 04 | 05 |
| ●             | ●  | ●  |    |    |    |    |    |    |    |

## Podi

### Uomini
| Evento                                | Oro                                               | Perform. | Argento                                   | Perform. | Bronzo                                 | Perform. |
| Singolo (dettagli)                    | Grecia Ioannis Christou                           | 7:03.05  | Croazia Mario Vekic                       | 7:05.81  | Italia Romano Battisti                 | 7:12.56  |
| Due di coppia (dettagli)              | Francia Julien Bahain Cédric Berrest              | 6:21.86  | Slovenia Luka Špik Jan Spik               | 6:24.41  | Italia Simone Ranieri Matteo Stefanini | 6:27.83  |
| Due senza (dettagli)                  | Grecia Apostolos Gkountoulas Nikolaos Gkountoulas | 6:38.42  | Francia Germain Chardin Dorian Mortelette | 6:39.35  | Serbia Goran Jagar Nikola Stojic       | 6:41.22  |
| Due di coppia pesi leggeri (dettagli) | Francia Jérémie Azou Frédéric Dufour              | 6:28.36  | Italia Elia Luini Marcello Miani          | 6:31.04  | Slovenia Matevz Malesic Jure Cvet      | 6:34.86  |
| Singolo pesi leggeri (dettagli)       | Grecia Vasileios Polymeros                        | 7:02.85  | Italia Lorenzo Bertini                    | 7:06.42  | Francia Maxime Goisset                 | 7:10.94  |

### Donne
| Evento                                | Oro                                                  | Perform. | Argento                            | Perform. | Bronzo                            | Perform. |
| Singolo (dettagli)                    | Spagna Nuria Dominguez Asensio                       | 7:53.46  | Italia Elisabetta Sancassani       | 7:57.00  | Francia Marion Rialet             | 8:12.48  |
| Due di coppia pesi leggeri (dettagli) | Grecia Christina Giazitzidou Triantafyllia Kalampoka | 7:12.63  | Francia Elise Maurin Coralie Simon | 7:17.84  | Italia Erika Mai Carola Tomboloni | 7:28.65  |
| Singolo pesi leggeri (dettagli)       | Grecia Alexandra Tsiavou                             | 7:50.81  | Italia Laura Milani                | 7:52.84  | Croazia Mirna Rajle Brodanac      | 7:53.84  |

## Medagliere
| Posizione | Paese    |   |   |   | Totale |
| --------- | -------- | - | - | - | ------ |
| 1         | Grecia   | 5 | 0 | 0 | 5      |
| 2         | Francia  | 2 | 2 | 2 | 6      |
| 3         | Spagna   | 1 | 0 | 0 | 1      |
| 4         | Italia   | 0 | 4 | 3 | 7      |
| 5         | Slovenia | 0 | 1 | 1 | 2      |
| 5         | Croazia  | 0 | 1 | 1 | 2      |
| 7         | Serbia   | 0 | 0 | 1 | 1      |
| Totale    | Totale   | 8 | 8 | 8 | 24     |